# توپولوژی جعبه‌ای
در توپولوژی، حاصلضرب کارتزین فضاهای توپولوژیکی را می توان مجهز به انواع توپولوژی های متفاوت نمود. یکی از مشخص ترین گزینه ها برای این کار، توپولوِژی جعبه‌ای (به انگلیسی: Box Topology) است، که در آن پایه توسط حاصلضرب دکارتی مجموعه های باز در فضاهای مؤلفه های مورد ضرب داده می شود. یک امکان دیگر، توپولوژی حاصلضربی است، که در آن پایه توسط حاصلضرب دکارتی مجموعه های باز مؤلفه ها داده می شود، به گونه ای که تنها تعداد متناهی از آن ها مخالف کل فضای مؤلفه مورد نظر می باشند. 
در حالی که توپولوژی جعبه ای تعریف شهودی تری نسبت به توپولوژی حاصلضربی دارد، خواص جالب توجه کمتری دارد. بخصوص این که اگر تمام مؤلفه های آن فضاهای فشرده باشند، توپولوژی جعبه ای روی حاصلضرب دکارتی آن ها لزوماً فشرده نیست، گرچه که توپولوژی حاصلضربی چنین فضاهایی همیشه فشرده است. در کل، توپولوژی جعبه ای ظریف تر از توپولوژی حاصلضربی است، گرچه که این دو در حالتی که تعداد متناهی فضا ضرب شود، منجر به یک نوع ساختار می شوند (یا زمانی که همه مؤلفه ها بجز تعداد متناهی از آن ها بدیهی باشند). 